# Pedro Castelló
Pedro Castelló Ginesta (Guisona, 4 de marzo de 1770-Madrid, 1 de julio de 1850) fue primer médico de cámara del rey Fernando VII de España.

## Biografía
Estudió Filosofía en Cervera y cirugía médica en Barcelona. Después de ejercer durante un breve periodo en su pueblo natal, en 1796 ingresó como cirujano castrense en el regimiento de caballería de Alcántara, de guarnición en el Puerto de Santa María.
Gracias a la influencia de su tío, Agustín Ginesta, profesor de Obstetricia de la Facultad de Medicina de Madrid, Castelló obtuvo una plaza en el Colegio de Cirugía de Santiago. Más tarde se trasladó a Barcelona. En 1801 fue nombrado profesor del Colegio de San Carlos en Madrid. Poco tiempo después recibió el cargo de cirujano de la Real Cámara.
Durante la Guerra de la Independencia Española el general Murat le ofreció un puesto dentro del ejército francés. Tras rechazar la propuesta, Castelló tuvo que refugiarse en Mallorca para escapar de las represalias de Murat.
Se casó con Antonia Roca, con la que tuvo dos hijos: Pedro (Palma de Mallorca, 29/11/1812 - Valencia, 11/11/1843) doctor en leyes y catedrático, y Juan, médico y catedrático.
En 1814, fue restituido en sus cargos. Un año después, accedió a la cátedra de Obstetricia, que había quedado libre como consecuencia del fallecimiento de su tío. 
Sus ideas liberales le condujeron a la cárcel en 1824. En enero de 1825 el rey Fernando VII sufrió un ataque de gota que a punto estuvo de costarle la vida.  A pesar de sus reticencias, el monarca no tuvo más remedio que sacar a Castelló de la prisión, ya que era el único que podía curarle. Así lo hizo. Fernando VII le pidió que se quedase en palacio y volviese a ejercer de médico de cámara. Castelló aceptó pero impuso ciertas condiciones. Gracias a su intercesión, muchos médicos encarcelados consiguieron el indulto y muchos de los estudiantes que habían defendido la Constitución pudieron retomar sus estudios.
En 1826 publicó un libro titulado Memoria sobre el arreglo de la ciencia de curar en el que trataba de forma conjunta la Medicina y la Cirugía, hasta entonces separadas.
Su hijo Juan Castelló, con el que aparece retratado en un cuadro del pintor Federico Madrazo, falleció en 1843. Siete años más tarde murió él.
La madrileña calle de Castelló fue nombrada en su honor.

## Títulos, órdenes y empleos

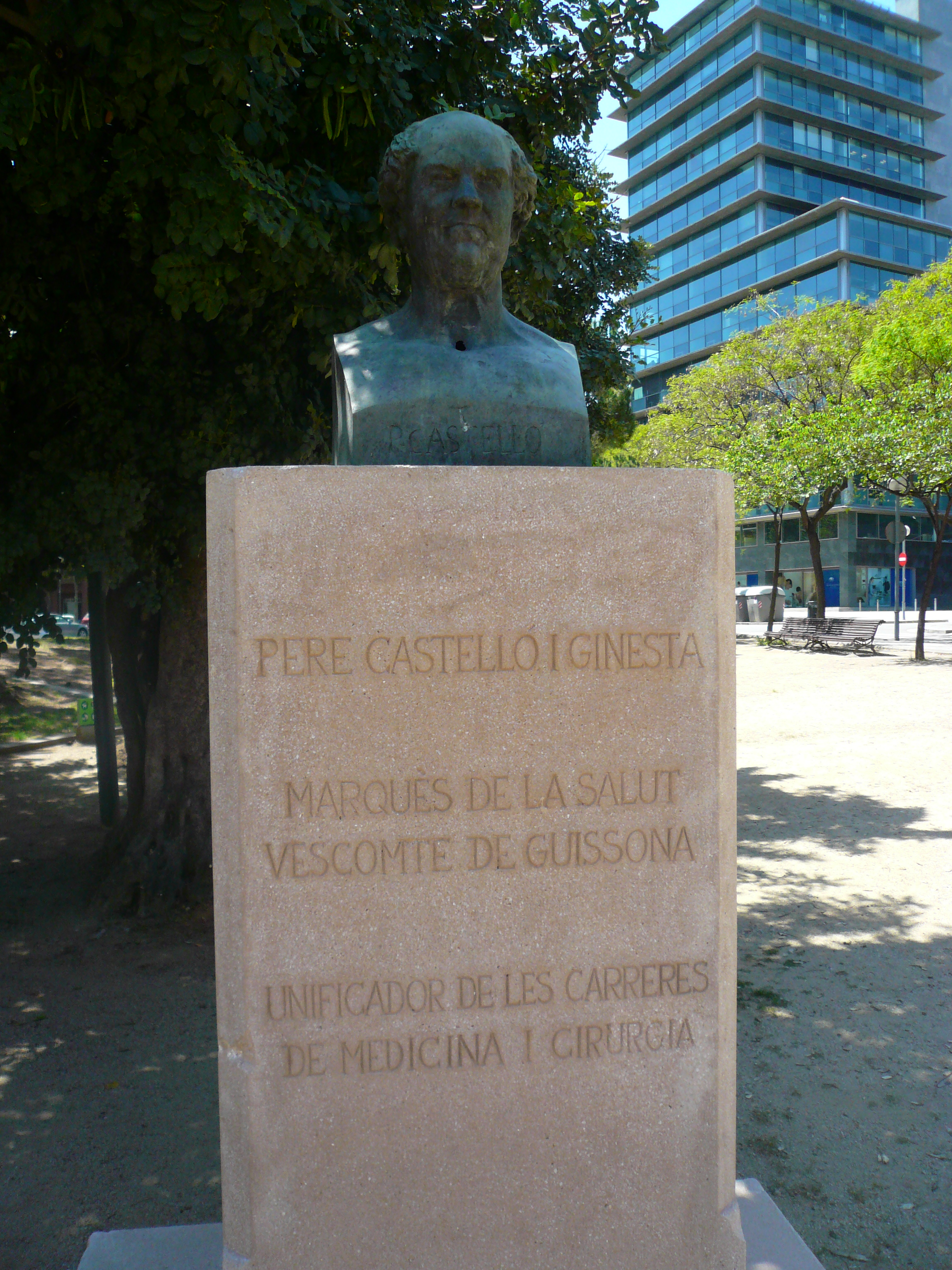
Busto de Pedro Castelló, en Barcelona.

### TÍtulos
- 14 de diciembre de 1846: I Marqués de la Salud[6][7][8]
- 4 de marzo de 1847: I Vizconde de Guisona[7]

### Órdenes

#### Reino de España
- Orden de Carlos III
  - 1830:  Caballero[9][8]
  - Caballero gran cruz[9]
- 6 de noviembre de 1832: Caballero Gran Cruz de la Orden Española y Americana de Isabel la Católica.[9][10][8]

#### Extranjeras
- 1829: Caballero gran cruz de la Sagrada Orden Militar Constantiniana de San Jorge.[9][8] (Reino de las Dos Sicilias)

### Empleos
- Primer médico-cirujano de Su Majestad.[8]
- 25 de enero de 1801: Cirujano de familia[11]